# Православний молитвослов
Православний молитвослов — фундаметальне 894-сторінкове видання українською мовою. Вміщає молитви XVI-ХХ ст., тропарі, кондаки, прокимни, канони, акафісти, а також інші молитви. Рік видання — 2010.
Підготували книгу до друку Людмила Іваннікова, прот. Володимир Черпак, — настоятель Покровської подільської громади УАПЦ м. Києва з благословення Патріарха Київського і всієї Руси-України Володимира (Романюка). При підготовці видання було використано стародруки з книгозбірні Києво-Печерської лаври, що збереглися в Історичній бібліотеці, з Центральної наукової бібліотеки. Переклади з церковно-слов'янської мови подекуди звірялися зі старогрецькими оригіналами.
Видання високо оцінили член-кореспондент НАН України, мовознавець Василь Німчук та інші учасники презентації.